# 존 프로보스트

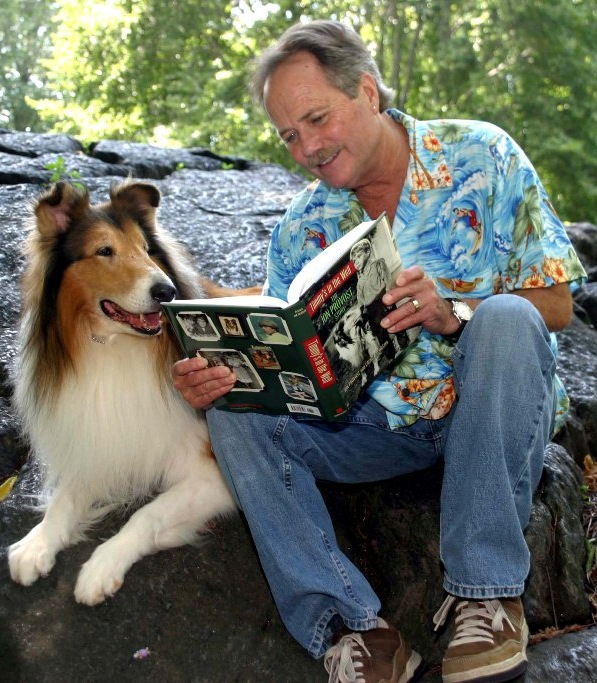

존 프로보스트(Jon Provost, 1950년 3월 12일 ~ )는 미국의 영화배우, 텔레비전 배우이다.
로스앤젤레스에서 태어났다.

## 영화
- 뉴 래시 (1989년)
- 스키릿 오브 더 세이크리드 포레스트 (1970년)
- 테니스 신발을 신은 컴퓨터 (1969년)
- 디스 프로퍼티 이즈 컴덤드 (1966년)
- 래시 - 크리스마스 테일 (1963년)
- 일본 탈출 (1957년)
- 내 모든 것을 다 주어도 (1957년)
- 회상 속의 연인 (1954년)
- 달려라 래시 (1954년)
- 소 빅 (1953년)